# Pertusaria oculata
Pertusaria oculata är en lavart som först beskrevs av Dicks., och fick sitt nu gällande namn av Theodor 'Thore' Magnus Fries. Pertusaria oculata ingår i släktet Pertusaria och familjen Pertusariaceae.  Arten är reproducerande i Sverige. Inga underarter finns listade i Catalogue of Life.